# Evangelium und Kirche
Evangelium und Kirche (EuK) ist eine evangelische, kirchenpolitische Vereinigung in Württemberg, die sich auf vielen Ebenen (Kirchengemeinde, Bezirk, Synode) einbringt. Sie steht als eine der vier Gesprächskreise der württembergischen Landeskirche bei den Kirchenwahlen mit ihren Kandidaten zur Wahl und wird deshalb auch oft als eine Art „Kirchenpartei“ bezeichnet.

## Geschichte

### 1934 bis 1945
Gegründet wurde EuK 1934 als Evangelische Bekenntnisgemeinschaft in Württemberg durch Pfarrer Theodor Dipper und stand in Opposition zum Nationalsozialismus in der Kirche. Man wandte sich z. B. gegen den Arierparagraphen, der aber von der Mehrheit der Anhänger der Deutschen Christen angenommen wurde. Viele, die in der Bekennenden Kirche aktiv waren, standen EuK nahe oder gehörten der Gruppe an.
Viele Mitglieder engagierten sich trotz drohender Repressalien. So verurteilte in Kirchheim/Teck 1936 Pfarrer Otto Mörike die Bezeichnung Hitlers als „Hohepriester vor Gottes Thron“ durch Goebbels und wurde daraufhin zusammengeschlagen, zu einer Bewährungsstrafe verurteilt und mit Redeverbot belegt. Weitere Beispiele, wie die Predigt des Pfarrers Julius von Jahn gegen die Reichskristallnacht anlässlich des Buß- und Bettages 1938, endeten ähnlich.
Der damalige Vorsitzende Theodor Dipper wurde wiederholt mit Redeverbot belegt und eingesperrt, doch er ließ nicht von seinem Widerstand ab. So gehörte er mit seiner Frau Hedwig, Gertrud und Otto Mörike und anderen „Bekenntnispfarrern“ dem „Brüderring“ an, die ab 1943 angebliche „Bombenflüchtlinge“, die in Wirklichkeit aber jüdische Flüchtlinge waren, in ihren Privathäusern getarnt aufnahmen.

### Entwicklungen seit 1945
Nach 1945 galt es die demokratische Neugestaltung von Kirche und Staat konstruktiv und kritisch zu begleiten. 1966 konstituierte sich der synodale Gesprächskreis wieder unter dem Namen Evangelium und Kirche. 1970 wurde die Bekenntnisgemeinschaft konsequenterweise ebenfalls in  Evangelium und Kirche umbenannt. In den 1980er und 1990er Jahren hat der Gesprächskreis oftmals eng mit der Vereinigung Offene Kirche in Württemberg zusammengearbeitet. Als Publikationsorgan der Gruppierung erscheinen zwei- bis dreimal jährlich die „Informationen“ mit Beiträgen zur theologischen Themen und zur Arbeit in der Synode.

### Die Landesvorsitzenden
| Jahre     | Vorsitzender                                        |
| --------- | --------------------------------------------------- |
| 1933–1934 | Wolfgang Metzger (Sprecher), Pfarrer, später Prälat |
| 1934      | Gotthilf Weber (Sprecher), später Dekan             |
| 1934–1939 | Theodor Dipper, Pfarrer, später Dekan               |
| 1939–1945 | Paul Schmidt, Pfarrer                               |
| 1945–1969 | Theodor Dipper, Dekan                               |
| 1969–1974 | Peter Spambalg, Dekan                               |
| 1974–1978 | Gerhard Müller, Dekan                               |
| 1978–1990 | Hans Lachenmann, Kirchenrat                         |
| 1990–1999 | Walter Blaich, Dekan                                |
| 1999–2014 | Richard Mössinger, Pfarrer                          |
| 2014–2023 | Ernst-Wilhelm Gohl, Dekan                           |
| seit 2023 | Martin Böger, Pfarrer, und Damaris Läpple, Vikarin  |

## Positionen
EuK stellt die kirchenpolitische Mitte dar. Viele Mitglieder könnten auch anderen Gesprächskreisen angehören, wollen aber „die ganze Kirche im Blick haben“. Schwerpunktthemen sind
- theologische Urteilsbildung zu kirchlichen und kirchenpolitischen Themen
- das Gespräch zwischen Christen verschiedener Prägungen (Pietisten, Liberale etc.)
- das „Suchen ausgewogener Lösungen statt einseitiger Entscheidungen“
- Bildung
- und Diakonie.